# 九徳野球場
九徳野球場（クドクやきゅうじょう、구덕 야구장）は、韓国の釜山広域市西区西大新洞にあった野球場である。九徳運動場内に位置していた。 

## 概要
1971年に釜山広域市初の野球専用球場として建設された。1982年からは韓国プロ野球のロッテ・ジャイアンツの本拠地球場として使用された。
1985年10月、社稷野球場が完成するとロッテは1986年から社稷野球場に移転、1986年以降はアマチュアの試合や大会が主な用途となっていた。 
既存の球場はグラウンド全体が土になっており、非常に危険で市民の多くから苦情が来たため、2007年1月から釜山広域市体育施設管理事業所によって人工芝敷設工事が行われ、7月20日に竣工した。
老朽化のため2017年7月から撤去工事が始まり、跡地には2019年3月にテニス、バスケットボールのコートなどがある市民体育公園が完成した。